# ZOIDS妄想戦記
『ZOIDS妄想戦記』（ゾイドもうそうせんき）は、トミー（現・タカラトミー）が展開する『ゾイド』シリーズのウェブコミック。ゾイド公式サイトで掲載されていたが、現在は公開を終了している。

## 概要
ゾイドシリーズでは、惑星Ziにおける共和国軍と帝国軍の戦いを描く『バトルストーリー』をジオラマ写真で展開してきたが、ウェブコミックによる『妄想戦記』はその外伝となる。戦争の片隅で起きた小さなエピソードとして扱われており（正史にあたるバトルストーリーとの整合が定かでは無い場面もある）、数多くのバリエーション機体が登場して人気となった。
共和国軍バックス准尉と帝国軍マヤ大佐の戦いを描いた『バックスvsマヤ編』は、2001年から毎月1話ずつ連載されて全6話。Adobe Flash形式のウェブコミックだったためアニメ感覚で場面が展開した。ゾイド公式サイトでの掲載終了後、PS2版ゾイドインフィニティの公式サイトで再び掲載されていた（現在はゾイドインフィニティのサービス終了によりサイト閉鎖済）。バックスvsマヤ編の後、1話完結形式の『ZOIDS妄想戦記』が第4話まで連載され、しばらくの中断期間を経て『ZOIDS妄想戦記2』として第1話から第5話まで連載された。また、ヘビーアームズケーニッヒウルフには付録として『ZOIDS妄想戦記特別編』を収録したDVDが同梱された。
作中に登場した改造機・バリエーション機体は、ハピネットより限定発売された。既存ゾイドのバリエーションである都合上、コミックでのデザインやギミックを完全再現したものではなくカラーバリエーション程度ではあったが、開田裕治によるパッケージアートや、当時は希少化していたカスタマイズパーツがセットになっていた。従来の通常キットと比べると価格は若干割高であった。
『バックスvsマヤ編』を除いて1話完結のエピソードであるため、シリーズを通しての主人公は明確には設定されていない。ただし、『バックスvsマヤ編』のヒロインとして登場したセリカは『ZOIDS妄想戦記特別編』まで複数回登場しており、当時の公式サイトや他のゾイドゲームでもナビゲーター役などで活躍している。セリカのデザインはイラストレーターのたにめそによるが、その後フィギュア化にあたってプロモデラーの佐藤好人によりアレンジが施され、それを元にアニメ版ゾイドのデザイナーであった坂崎忠がリデザインしている。

## シリーズ
『バックスvsマヤ編』
全6話と予告編（ZWC-01〜07）
『ZOIDS妄想戦記』
地を這う獅子（ZWC-08）
魔装竜の天麩羅（ZWC-09）
モルガチキンレース（ZWC-10）
水雷竜王（ZWC-11）
『ZOIDS妄想戦記2』
濃緑の盾（ZWC-12）
幻惑の雪山（ZWC-13）
双子の魔女（ZWC-14）
親子ゲーム（ZWC-15）
紅の未来・黒き過去（ZWC-16）
『ZOIDS妄想戦記特別編』

その他
「ZOIDS妄想ファイル」と題するオリジナルゾイドが公開されており、大型砲を背負った「Z.M.F-001ゴジュラスギガ」と「Z.M.F-002 クアッドライガー」が掲載されていた

## 主な登場人物
キャノニアーゴルドス、サラマンダーボンヴァーン、シャドーアームリザード、ファイアーフォックス、セントゲイル、デススティンガーZSに関するキャラクターにはウェブコミックは無く、タイトルのナンバリングはキットの説明文から引用。一部キャラの声は妄想戦記特別編に登場した時のもの。

### ヘリック共和国
セリカ・ルークラフト
声 - 森村みどり
ウェブコミック『バックスvsマヤ編』で初登場したヘリック共和国軍の閃光師団（レイフォース）に所属する女性士官で階級は陸軍少尉。ただし、中央に太いパイプがあるため特務に応じて階級などを使い分けるとされる推定23歳の謎の女性（フィギュア製作時のイメージ資料より）。
『バックスvsマヤ編』ではホバーカーゴやスナイプマスターに乗ってバックスの援護に徹していた。ヘビーアームズケーニッヒウルフ付属の『ZOIDS妄想戦記特別編』では、共和国のプロパガンダの名目でテスト機のデザートライガーの試験運用中に死亡したとされるロブ・ハーマン追悼部隊の発足を提案した。しかし、その真意は独立遊撃部隊としての特務部隊の結成であり、その任務として何者かに奪われたデザートライガーを奪還すべくバックス達を率いてテスト機の捜索を指揮していた。その他の妄想戦記エピソードでも彼女らしき人物が登場する場面があり、さらに妄想戦記公式サイトのナビゲーターや他のゲームにも登場する（DS用ゲーム『ゾイドバトルコロシアム』など）。
バックス・スラスト
声 - 岸辺亜弥
『ZOIDS妄想戦記特別編』および『ZOIDS妄想戦記2 第2話「幻惑の雪山」』に登場した共和国軍閃光師団（後に独立遊撃隊に移籍）所属で階級は准尉。エリス中尉と共にアイアンコングイエティの探索のため雪山にやってきた。ようやく発見したアイアンコングイエティを捕捉しようとしたが、ヤース達の邪魔が入ったためエリスの指示で撤退を余儀なくされた。妄想戦記特別編ではセリカ率いる特務部隊の一員として活動しており、デザートライガーの捜索に当たっていたがそこにダークスパイナーおよびキメラブロックス部隊と遭遇、さらにはデザートライガー奪取の真犯人だった因縁の相手であるマヤ・ベルケットとも再会し、結果としてダークスパイナー打倒のため共闘する事になった。
初出はウェブコミック『バックスvsマヤ編』。かつてはブレードライガーを愛機としていたが、前の戦いで損失してしまったため以後はケーニッヒウルフを乗機としている。
乗機：ヘビーアームズケーニッヒウルフ（『バックスvsマヤ編』および妄想戦記第2話ではノーマルのケーニッヒウルフ）
エリス
声 - 橘りん
『ZOIDS妄想戦記 第1話「地を這う獅子」』と『ZOIDS妄想戦記2 第2話「幻惑の雪山」』、『ZOIDS妄想戦記特別編』に登場した共和国高速部隊所属の女性士官で階級は中尉。考え事をする時は逆立ちをしながら策を練る奇妙な癖がある（そのため下着はスパッツである）。第1話ではニカイドス島の基地に配属されており、この時の戦いでは動きの鈍いライガーゼロパンツァー二機と言う不利な状況下でも機転を利かした戦法で窮地を脱した。第6話ではバックスと共に雪山で目撃されるアイアンコングイエティと皇位継承の証とされるゼネバスの仮面の捜索のため雪山へとやってきたが、敵の増援を受け仮面の確保を断念する。妄想戦記特別編においてはセリカ率いる特務部隊に引き抜かれており、その時はセリカと共にコクピットを複座式に改装したケーニッヒウルフを操縦していた。
乗機：ライガーゼロパンツァー
スコット
『ZOIDS妄想戦記 第1話「地を這う獅子」』に登場した共和国軍少尉。エリスの部下で彼女と共にニカイドス島の共和国基地を守っていた。同基地に迫るデススティンガー部隊に囮として立ちはだかるが、とても敵わず武装を排除して撤退。その後をエリスにつないだ。ZOIDS妄想戦記特別編では移籍したエリスの後を継いでニカイドス島駐留部隊の隊長になったとされている。
乗機：ライガーゼロパンツァー
ギルバート
声 - 小勝昌弘
『ZOIDS妄想戦記 第4話「水雷竜王」』と『ZOIDS妄想戦記特別編』に登場した共和国海軍少佐。ZAC2101年7月、極秘裏（本人達にも）にゴジュラスギガを西方大陸のロブ基地に護送する途中、帝国軍のシンカーやウオディック、さらにはデススティンガーに襲われ、ゴジュラスマリナーに搭乗して迎撃した。デススティンガー戦では苦戦を強いられたが、途中で覚醒したゴジュラスギガによって母艦の危機を救われ、自身は部下のハヤミとの共闘で最後の一匹の撃破に成功する。妄想戦記特別編では乗機をガンブラスターに乗り換え、セリカ率いる特務部隊に参加している。
乗機：ゴジュラスマリナー（17号機）
ハヤミ
声 - 鈴木良和
『ZOIDS妄想戦記 第4話「水雷竜王」』と『ZOIDS妄想戦記特別編』に登場した共和国海軍大尉。ギルバート少佐の部下で、彼と同じくゴジュラスマリナーに乗って輸送艦の護衛を務め、シンカーやウオディックなど帝国軍の海戦ゾイド部隊を迎撃した。最後は自分の手で最後に残ったデススティンガーの動きを止める事でギルバートの勝機を作った。その後の妄想戦記特別編ではアロザウラーに搭乗してギルバートと共にセリカが結成した特務部隊に移籍している。
乗機：ゴジュラスマリナー（18号機）
ダスティン
『ZOIDS妄想戦記2 第1話「濃緑の盾」』に登場した共和国ゲリラ部隊の潜入特殊工作隊員の大尉。ZAC2046年の中央大陸戦争当時、シャーリーと共に特殊任務に就いていたが搭乗していたゾイドを破壊され、どうにか帰還の策を練っていた所で偶然発見した帝国軍陣地に潜入し、反荷電粒子システムを搭載したグリーンホーンを奪取した。アイアンコングやデスザウラーに追撃されて追い詰められるが、機転とグリーンホーンの機能により窮地を脱し、帰還に成功する。
シャーリー
『ZOIDS妄想戦記2 第1話「濃緑の盾」』に登場した共和国ゲリラ部隊の潜入特殊工作隊員の大尉。ダスティンもろとも特殊任務に従事しており、彼と共に帝国軍の陣地に潜り込んでグリーンホーンを奪取した。なお、奪ったグリーンホーンの操縦は彼女が担当していた。
ピーター・アイソップ
『ZOIDS妄想戦記2 第4話「父子ゲーム」』に登場した共和国陸軍大尉でブレードライガーで構成された高速戦闘部隊「ミラージュ高速隊」所属。七人存在するレオマスターの一人（戦死したアーサー・ボーグマンの赤の紋章を受け継いだとされる）にして「幻の俊足」と謳われしエースパイロットであるが、高速戦闘隊一のプレイボーイと言われるほど女好きなうえに非常に喧嘩っ早い性格なため、女性関係のトラブルを起こさない日は無いと言われている。基地に迫った敵部隊に対し、ブレードライガーミラージュを駆って出撃したが敵の罠に陥り、エレファンダー部隊に追い詰められるも父の援護射撃で包囲網からの脱出に成功した。
HMM版ブレードライガーミラージュの解説文によると、その後のネオゼネバス帝国軍幻影部隊との戦いでブレードライガーを損失してしまったため、それ以降はミラージュ高速隊のパーソナルカラーを入れたライガーゼロシュナイダーを乗機としたとある。
乗機：ブレードライガーミラージュ
コーネル
『ZOIDS妄想戦記2 第4話「父子ゲーム」』に登場した共和国陸軍大尉。ピーターと同じく「ミラージュ高速隊」に所属。彼とは女性関係で諍いを起こしていたが、任務の際には共に出撃しレブラプターやエレファンダー部隊と戦った。
HMM版ブレードライガーミラージュの解説文によるとフルネームはコーネル・ロドニーで主に本機にキャノン砲を搭載した「タイプB」を好んで使用していた。
乗機：ブレードライガーミラージュ
バスター・アイソップ
『ZOIDS妄想戦記2 第4話「父子ゲーム」』および『ZOIDS妄想戦記 STORY09「蒼い救世主」』に登場した共和国陸軍少尉。ピーター・アイソップの父親にして乗機とするバスタートータスで100キロ先の目標をも正確に撃ち抜けるほどの射撃の名手。息子のピーターのブレードライガーが敵に包囲された時にはその射撃能力で援護し、脱出の機会を作るも砲撃の射線から敵に位置を悟られてしまったため、エレファンダーの攻撃でバスタートータスは破壊されてしまうも生還を果たす。その後、失った愛機の代わりにキャノニアーゴルドスを受け取った。
HMM版として発売されたバスタートータスの設定ではファーストネームのバスターとは通称であり、本名はロン・アイソップである。
乗機：バスタートータス、キャノニアーゴルドス
ゴゴ・サティ
『ZOIDS妄想戦記 STORY11「漢の美学」』に登場した共和国軍人。登場時には引退寸前であったためかなりの高齢と思われる。「ゴジュラスキャノンがあれば他に武器は要らない」と豪語するほどのゴジュラスキャノン（ロングレンジバスターキャノン）の使い手であり、サラマンダーにもゴジュラスキャノンを搭載し、サラマンダーボンヴァーンとして大いに活躍した。そして引退の日、奇襲を仕掛けてきたネオゼネバス帝国のセントゲイルと交戦したとされる。
乗機：サラマンダーボンヴァーン
アキ・イスルギ／ヒロ・イスルギ
『ZOIDS妄想戦記 STORY14「特殊任務」』に登場。共和国の隠密部隊のリーダーとして活躍してきたイスルギ家出身の兄弟で共に共和国情報部所属。隠密用に改装されたブロックスゾイド・シャドーアームリザードを駆り、兄のアキが操縦を、弟のヒロが砲撃を担当して、ブロックスゾイドの特性を生かした変幻自在の戦法を得意とする。今回の任務はニカイドス島での不審なゾイド研究を行う科学者を調査することであった。
乗機：シャドーアームリザード

### ガイロス帝国
ヤース・ノグチ
『ZOIDS妄想戦記 第3話「モルガチキンレース」』と『ZOIDS妄想戦記2 第2話「幻惑の雪山」』に登場したモルガで構成されたガイロス帝国の輸送部隊のエースで、走り屋上がりの隻眼の男。彼の部隊は「ロクロウ・モルガ突急便」と呼ばれ、本隊の西方大陸撤退開始の直前にマヤ・ベルケットの命令でキメラブロックスコアを大陸西端まで輸送する任務を帯びる。途中で共和国のゴジュラスギガの襲撃に遭うも、何とか逃げ延び、任務を全うした。その後は部下もろとも寝返ったのか独立したのかネオゼネバスに与する行動も取っており、妄想戦記2の第2話ではゼネバスの仮面入手のために働いていた。
乗機：モルガロクロウスペシャル（妄想戦記2第2話ではモルガ成虫体）
マヤ・ベルケット
声 - 矢桃マヤ
『ZOIDS妄想戦記 第3話「モルガチキンレース」』、『ZOIDS妄想戦記特別編』に登場したガイロス帝国所属の大佐。男性とも女性とも付かない中性的な顔と体付きをしているが性別は不明。ヤース・ノグチ率いる輸送部隊にキメラブロックスコアの搬送を命じ、輸送作戦時には行動を共にしていた。妄想戦記2の第5話にもこの人物と思しき将校が登場している。妄想戦記特別編ではヘリック共和国とガイロス帝国の同盟を認めず、ガイロス帝国独自にダークスパイナーのジャミングウェーブに対抗できる手段を得るため共和国軍からその対ジャミングウェーブシステムを搭載したデザートライガーを強奪すると言う事件を起こしており、それの奪還に来たバックス等特務部隊と共に成り行きでダークスパイナーと交戦する事になった。
初出はウェブコミック『バックスvsマヤ編』で、その時はライガーゼロイクスに搭乗していた。
乗機：デザートライガー
ハインケル・サーベラー
『ZOIDS妄想戦記2 第5話「紅の未来 黒の過去」』に登場したガイロス帝国軍中佐。「黒騎士」の称号を持ちレイヴェンラプターを操る老練の兵士。旧ゼネバス帝国に連なる家系の出身だが、同胞が興したネオゼネバス帝国には迎合せずそのままガイロス軍に留まっている。西方大陸にてニクス人でありながらネオゼネバスに与するカール・ウェンザーが乗るシュトゥルムテュランと激突せんとしたが、それはガイロス陣営とネオゼネバス陣営の共倒れを企む共和国軍の罠であり、共和国軍から送り込まれたゴジュラスギガに襲われるも、身を挺した奇襲戦法でゴジュラスギガから脱出する機会を作り、彼との再戦を誓いながら撤退した。その後の生死は不明である。
乗機：レイヴェンラプター

### ネオゼネバス帝国
アダムス
『ZOIDS妄想戦記 第2話「魔装竜の天麩羅」』に登場。階級は大尉で周りから「じゃじゃ馬馴らし」と呼ばれている。所属陣営の記載は無いが僚機にダークスパイナーが居た事からネオゼネバスあるいは鉄竜騎兵団所属と思われる。細かい書類を見ない癖があるため、配属時に要望とは違うジェノブレイカーを割り当てられるハメになった。直後に共和国軍の奇襲に遭い、扱いにくいジェノブレイカーの操縦に四苦八苦していた所に誤って食料庫に突っ込み、さらに敵の爆撃を浴びてしまった。しかし、結果的にジェノブレイカーは大人しくなり、ようやくその制御に成功。八面六臂の活躍で共和国軍を撃退した。しかし、その後の戦いでジェノブレイカーは失われたようで、そして軍を退役後は揚げ物屋に転職したとされている。
乗機：ジェノブレイカー
カール・ウェンザー
『ZOIDS妄想戦記2 第5話「紅の未来 黒の過去」』に登場したネオゼネバス帝国軍少佐。「紅の疾風」と呼ばれ、深紅色のシュトゥルムテュランを愛機とする。純粋なニクス人で、ガイロスの資産家の長男でありながらヴォルフのカリスマに魅せられて祖国を捨て、ネオゼネバス軍に加入したという経歴を持つ。西方大陸で共和国軍残党の情報を得て現場へと向かうも、そこにいたのはかつて師事していたハインケル・サーベラーの操るレイヴェンラプターで、そのまま戦闘に突入したが、さらにはそこに乱入してきたゴジュラスギガにハインケルもろとも狙われる事になる。しかし、ハインケルの捨て身の行動でこの危機を脱し、そのまま戦場からの離脱に成功した。
乗機：シュトゥルムテュラン
エンジェル・ヒキタ/ミッシェル・ガンティ
『ZOIDS妄想戦記 STORY10「紅い悪魔」』に登場した帝国軍の諜報部レッドイリュージョン部隊の隊長（階級は大尉）。共和国で開発されたファイアーフォックスを奪取し、以後はその機体を愛機としている。本来僚機となるはずだったバスター・アイソップのキャノニアーゴルドスの前に立ちはだかったとされる。
HMM版シャドーフォックスでは本名であるミッシェル・ガンティの名を明かした上で、奪取したファイアーフォックスによってキャノニアーゴルドスの部隊を同士討ちによる壊滅状態に追い込んで去っていった。彼女以下9名全員が表向きは民間からの徴用とされていたが、その実ネオゼネバスの工作員であった。
乗機：ファイアーフォックス
バーン・ウィンザー
『ZOIDS妄想戦記 STORY12「ドラゴン討伐」』に登場した「騎士」の称号を持つネオゼネバス帝国軍の将校（階級は不明）。愛機たるセントゲイルを駆って共和国軍人ゴゴ・サティのサラマンダーボンヴァーンに勝負を挑んだとされるが、勝敗の程は分かっていない。上記のカール・ウェンザーと名前が似ているが関係は不明。
乗機：セントゲイル

### その他
ユン
『ZOIDS妄想戦記2 第2話「幻惑の雪山」』に登場したアイアンコングイエティと行動を共にする少女。雪男が出ると言われる雪山で、アイアンコングの肩に座って、奇妙ながら荘厳な仮面を持つ。その正体は、元ゼネバス帝国親衛隊だった男の娘で、所持している仮面は皇位継承の証ゼネバスの仮面。仮面を追うエリスとバックスら共和国調査隊と出くわすも、そこをヤース率いるモルガ部隊に救出され、仮面を彼等に手渡した。その後はヤース達にアイアンコングと共に保護されたと思われる。余談だが彼女の生家ではなまはげに似た風習があると描かれており、それについてはグローバリーIII世号でやってきた冒険商人の関与が示唆されている。
アイダベル／フローラベル
『ZOIDS妄想戦記2 第3話「双子の魔女」』に登場した現地少数民族の末裔双子の姉妹（彼女達の民族は双子で産まれる者が多いとされている）。侵攻する共和国軍に対し、己の土地を守るため仲間達と共に帝国軍（おそらくガイロス帝国と思われる）から供与された二機のジェノブレイカージェットを駆ってゲリラ戦を仕掛けていた。姉のアイダベルが1号機を、妹のフローラベルが2号機を操っていたが、ゴジュラスギガによって1号機は大破、アイダベルも戦死し、生き残ったフローラベルは帝国の保護の申し出を断って2号機と共に吹雪の中に消えた。他にもヘルガとクローディア、クルツとゾーフィと言う仲間も居たが、戦いで全員死亡したらしい。
乗機：アイダベル・ジェノブレイカージェット（1号機）、フローラベル・ジェノブレイカージェット（2号機）
ザルカ
『ZOIDS妄想戦記 STORY13「呪われた島」』に登場した旧ゼネバスの科学者。ニカイドス島にてゾイドの強化改造の研究に勤しんでいた。その目的は大陸に住む者達に鉄槌を下し、自身の研究を認めさせる事。性能を殆ど落とす事なくデススティンガーを制御可能に出来るなど、惑星Ziでも屈指の技術を誇る科学者であるが、狂気の野望に取り憑かれ、さらなる研究データを得るため島にやってきた者達を襲撃していたらしい。
ACゲーム『ゾイドインフィニティ』にも同名かつ同様の特徴を持つ人物が登場しているが、本作と同ゲームがリンクしているかは不明。
乗機：デススティンガーZS